# Mosé Yeyap
 (mai 2014).
Mosé Yeyap, né vers 1895 et mort à Baïgom (Foumbot) le 3 mai 1941, est une personnalité camerounaise qui a été interprète en langue allemande et française à l’époque coloniale au Cameroun. 
Il a eu beaucoup d'influence sur l'administration et la politique locale dans le royaume Bamoun durant cette période.

## Biographie
Mosé Yeyap est né vers 1895, il avait une femme et quatre enfants. Cet homme est de la descendance de Momafon Nji Njikam. 
Il a commencé ses études dans le centre du roi Njoya où il a été formé en langue Shümom. Il fut le premier de sa génération dans cette école.
À l’arrivée des Allemands au Cameroun, ils cherchaient des gens à qui faire apprendre leur langue pour pouvoir coloniser petit à petit le pays. C’est pourquoi, il fut lancé un concours, au cours duquel Yeyap termina premier. Il est ainsi envoyé à Buéa pour être formé par les Allemands. 
Après ses études réussies, le fils du roi de Buéa qui l'avait adopté et logé le considérait comme son fils, et pourtant il n’était pas Bamoun. Un jour, ce dernier se dirigea vers Douala. Il y croisa les Français qui débarquaient. Aussitôt il rentra pour prévenir Yeyap de cette arrivée et lui demanda de se diriger en ville. Yeyap se précipita pour se rendre à Douala et prit ainsi contact avec les Français. Il apprit ainsi la langue française en plus de l'allemand et le Shümom qu'il connaissait déjà. 
Mosé Yeyap se présenta avec les Français à Foumban. Ils sont arrivés à Njissé solennellement, où ils trouvèrent le roi. Celui-ci, étonné, demanda à ses notables « N’est-ce pas Mosé Yeyap ? », et ils lui répondront : « Oui, c’est lui ». Les Français conversaient donc avec le roi, et puisque le roi ne comprenait pas le français, Mosé s'est donc chargé de traduire. Ainsi, avec l’appui de Yeyap, on introduisait les chefs de 2e et 3e degrés, qui servirent par la suite de collecteurs d’impôt. Cela transforma la tradition, qui disait que le roi est le seul maître. C’est là que le roi commença à se fâcher avec Mosé Yeyap. 
De plus, la tradition voulait que lorsque le roi était assis, tout le monde s’asseyaient à terre ; mais Yeyap et les Français changeaient ce système et demandaient au chef collecteurs d’impôt de s’asseoir derrière le roi, et ils ont dit au roi qu’il n’est que chef traditionnel et eux les autorités suprêmes. En ce temps, les Bamouns étaient pauvres et ils n’y avaient pas assez d’argent, et la culture du café se développait en France. Mosé demanda au Français de cultiver ce café dans le Royaume, pour permettre aux Bamouns de gagner un peu d'argent. Il initia aussi une collection d'œuvres d'art qui est aujourd’hui devenue le Musée des arts et traditions Bamoun à Foumban. Yeyap a fait alors beaucoup de choses chez les Bamouns, et son intelligence fut capital pour les Bamouns. Il est mort brusquement dans son domicile de la campagne à Baïgom le 3 mai 1941.